# Абенсберг
Абенсберг (нем. Abensberg) — город и городская община в Германии, в Республике Бавария.
Община расположена в правительственном округе Нижняя Бавария в районе Кельхайм. 

## География
Расположен на реке Абенс, одном из притоков Дуная, на железнодорожной линии Ингольштадт — Регенсбург; с древним замком (бывшее местопребывание графов Абенсбергов).

## Население
По оценке на 31 декабря 2015 года население общины Абенсберг составляет 13 540 чел. 

| Дата      | 1840 | 1871 | 1900 | 1925 | 1939 | 1950 | 1961 | 1970 | 1987 | 2011  |
| --------- | ---- | ---- | ---- | ---- | ---- | ---- | ---- | ---- | ---- | ----- |
| Население | 3116 | 3712 | 4263 | 4520 | 4746 | 6560 | 6949 | 7765 | 9244 | 12766 |

| Год       | 1960 | 1970 | 1980 | 1990  | 2000  | 2009  | 2010  | 2011  | 2012  | 2013  | 2014  | 2015  |
| --------- | ---- | ---- | ---- | ----- | ----- | ----- | ----- | ----- | ----- | ----- | ----- | ----- |
| Население | 7012 | 7904 | 8755 | 10150 | 12214 | 12659 | 12732 | 12797 | 12922 | 13034 | 13277 | 13540 |

## История
Около города обнаружены остатки поселений эпохи неолита. Некоторые историки полагали, что Абенсберг — древнеримская  Abusina Castra, или Abusinum, так как в нём сохранились следы римского лагеря. Самое раннее письменное упоминание о поселении относится к 1138 г. Получил городские права около 1400 г. Замок был разрушен во время Тридцатилетней войны.
При Абенсберге Наполеон I в 1809 г. разбил левое крыло австрийской армии эрцгерцога Карла под командованием эрцгерцога Людвига и генерала Гиллера(см. Абенсбергское сражение). 

## Экономика
Город является центром разведения спаржи и хмеля. Действуют 3 частные пивоварни.
В Абенсберге родился баварский историк Иоганн Георг Турмайр, взявший себе псевдоним Aventinus, в честь которого в городе в 1861 г. был воздвигнут памятник.
Курорт с минеральными ваннами (с 1871 г.). Лечение ревматизма и подагры. Работает Городской музей.

## Спорт
Команда дзюдоистов TSV "Абенсберг" - многократный победитель клубного Кубка Европы.

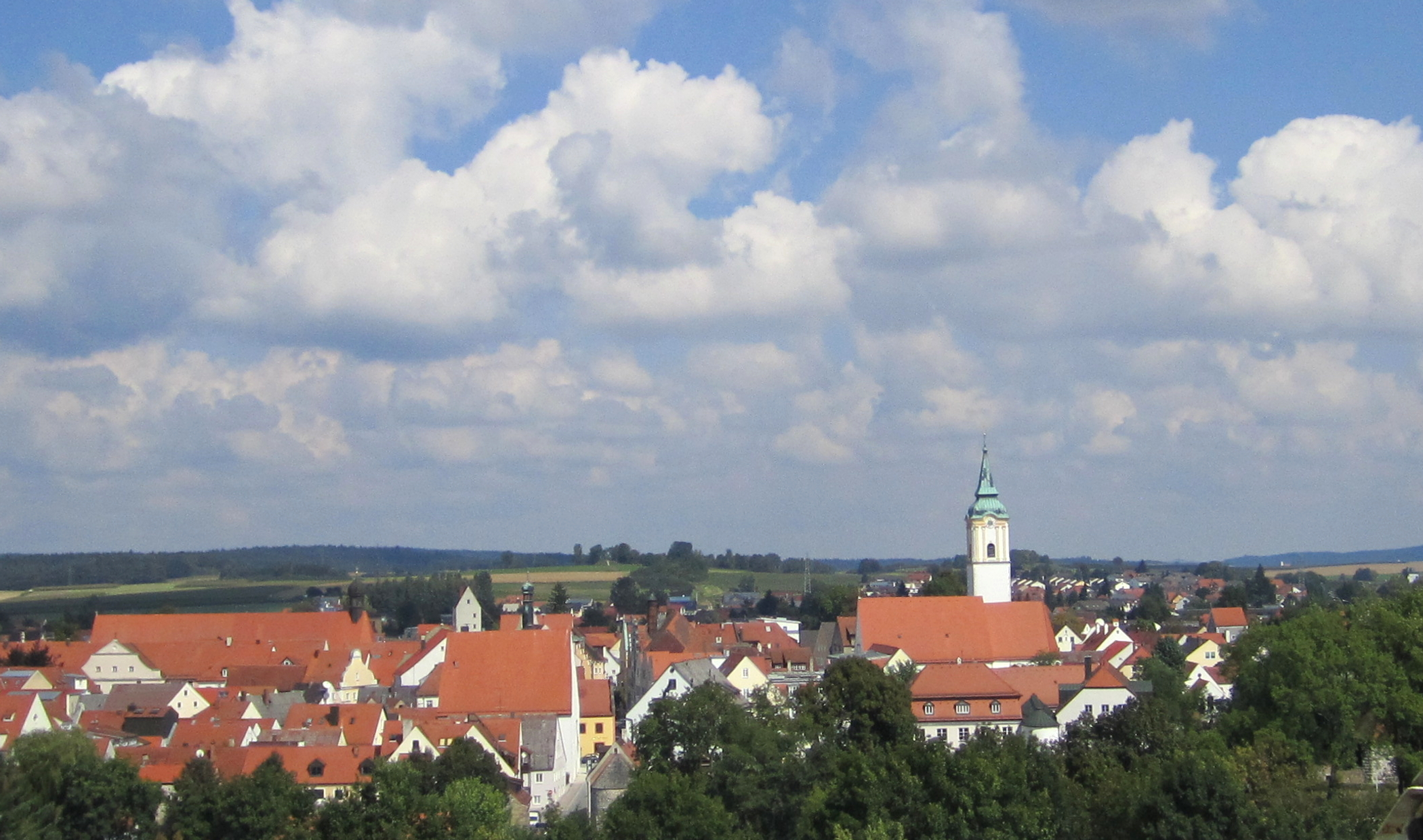
Вид Абенсберга